# Визель, Торстен
Торстен Нильс Визель (англ. Torsten Nils Wiesel; род. 3 июня 1924, Уппсала) — шведский нейробиолог и нейрофизиолог, лауреат Нобелевской премии по физиологии и медицине 1981 года «за открытия, касающиеся принципов переработки информации в нейронных структурах». Фундаментальные работы Визеля и Хьюбела по нейрофизиологии зрения открыли основы организации и развития нейронных цепей, ответственных за зрительное распознавание объектов.
Член Национальной академии наук США (1980).

## Биография
Торстен Визель родился 3 июня 1924 года в Уппсале (Швеция). Его отец был главным психиатром и директором госпиталя Бекомберга на окраине Стокгольма, но сам Визель заинтересовался научной деятельностью лишь в 17 лет. С 1954 года работал в Каролинском институте, а через год переехал в США сначала в Университет Джонса Хопкинса (Школа медицины Джонса Хопкинса), а затем, с 1959 года, — в Гарвардский университет. В 1983 году перешёл в Рокфеллеровский университет, где был президентом в 1991—1998 годах. Сейчас — почётный президент университета.

## Научная деятельность
Дэвид Хьюбел и Торстен Визель, используя технику регистрации отдельных единиц (клеток нейронов), исследовали реакцию индивидуальных нейронов зрительный зоны коры головного мозга. Эксперимент позволил определить связь определённых нейронов зрительной зоны коры головного мозга с определённым местом зрительного поля. Это показало, что индивидуальные нейроны зрительной коры отвечают за стимулы, отражаемые определённой рецепторной зоной, в данном эксперименте — определённой зоной сетчатки глаза
Большая часть индивидуальных клеток зрительной коры — детекторы признака — проявляют активность при воздействии на рецепторы таких стимулов расположенных в определённой области рецепторной зоны сетчатки глаза, как определённым образом ориентированные линейные сегменты, толщина линейных сегментов, конфигурация границы светлого—тёмного. Входом для клеток — детекторов признака являются нейроны таламуса. Нейроны — детекторы признаков, соответствующие, например, определённой ориентации линейного сегмента в определённой области зрительного поля, являются входом для комплексных нейронов. В зрительной коре можно выделить иерархические структуры нейронов, в которые объединены нейроны — детекторы признаков, комплексные нейроны и гиперкомплексные нейроны. Реакция на сложные комплексные стимулы требует перехода на более высокий уровень нейронов зрительной коры от детекторов к комплексным и далее гиперкомплексным нейронам. Гиперкомплексные нейроны реагируют на специфические, определённые для каждого гиперкомплексного нейрона, сложные фигуры независимо от их расположения в зрительном поле.

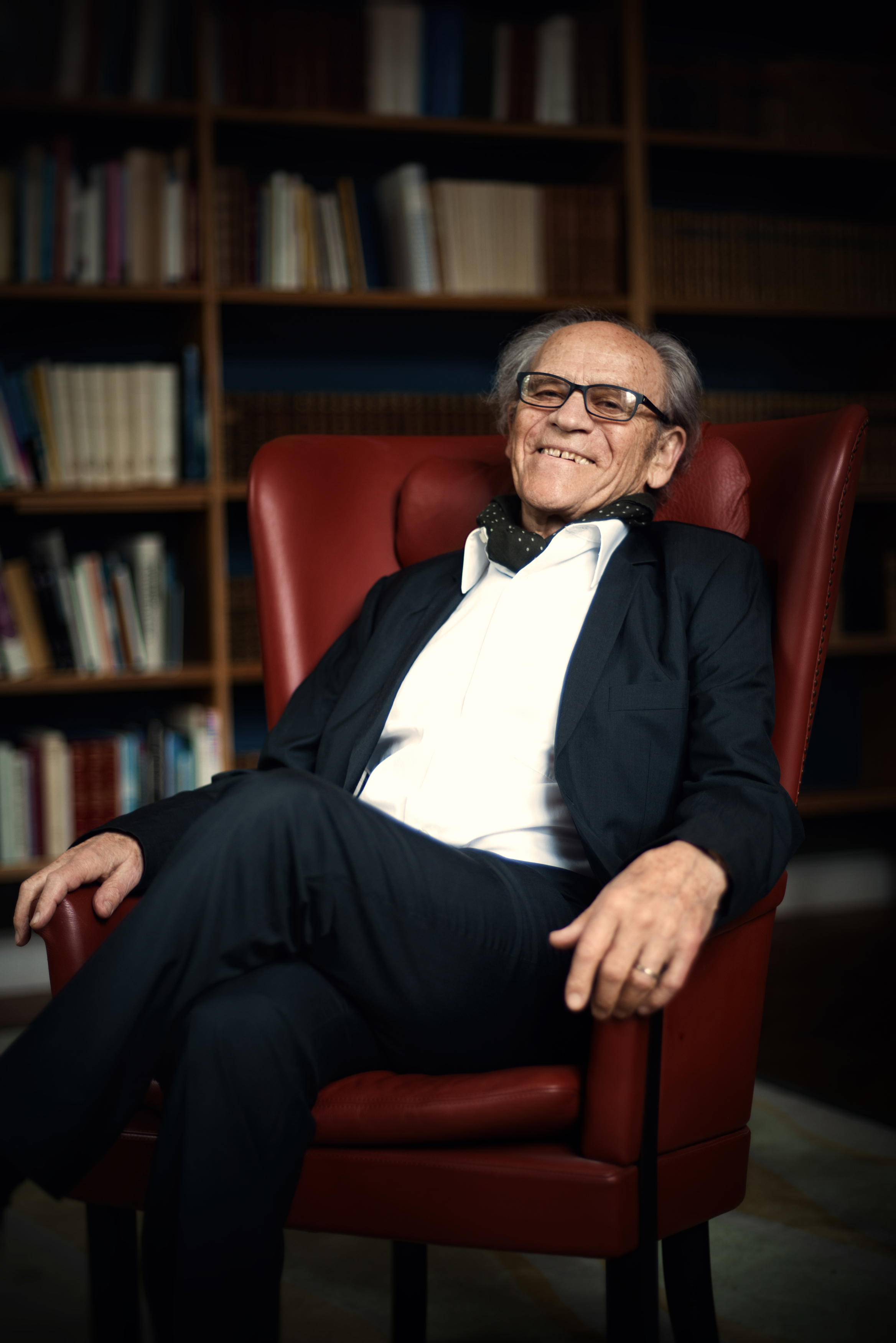
Визель в 2016 году

## Награды
- 1971 — Лекция Феррье[англ.]
- 1972 — Премия Розенстила
- 1977 — Премия Карла Спенсера Лешли[англ.]
- 1978 — Премия Луизы Гросс Хорвиц
- 1980 — Премия Диксона
- 1981 — Нобелевская премия по физиологии или медицине
- 1991 — Neuronal Plasticity Prize[нем.]
- 1993 — Премия Ральфа Джерарда[нем.]
- 2005 — Национальная научная медаль США
- 2006 — Золотая медаль Высшего совета по научным исследованиям
- 2009 — Орден Восходящего солнца I степени (Япония)[6]

## Общественная деятельность
В 1992 году подписал «Предупреждение человечеству».
В 2016 году подписал открытое письмо нобелевских лауреатов с призывом к Greenpeace, Организации Объединенных Наций и правительствам всего мира прекратить борьбу с генетически модифицированными организмами (ГМО).